# Navares de Enmedio
Navares de Enmedio est une commune de la province de Ségovie dans la communauté autonome de Castille-et-León en Espagne.

## Personnalités liées à la commune
- Jorge de Frutos (1997-), footballeur né à Navares de Enmedio.